# Apache Karaf
 (mars 2012).
 (août 2025).
Motif : absence de sources secondaires depuis 2012.... il est peut-être temps de se rendre compte que les sources primaires ne suffisent pas à valider une notoriété encyclopédie. Ce n'est pas parce qu'un logiciel est libre et qu'il existe que cela est un sujet pour une encyclopédie.
- Archive Wikiwix
- Bing
- Cairn
- DuckDuckGo
- E. Universalis
- Gallica
- Google
- G. Books
- G. News
- G. Scholar
- Persée
- Qwant
- (zh) Baidu
- (ru) Yandex
- (wd) trouver des œuvres sur Wikidata

| 1. | Préciser le motif de la pose du bandeau. | Précisez le motif de la pose du bandeau en utilisant la syntaxe suivante : {{admissibilité à vérifier\|date=août 2025\|motif=remplacez ce texte par le motif}}                    |
| 2. | Informer les utilisateurs concernés.     | Pensez à avertir le créateur de l'article, par exemple, en insérant le code ci-dessous sur sa page de discussion : {{subst:avertissement admissibilité à vérifier\|Apache Karaf}} |

Apache Karaf est un projet open source de la fondation Apache écrit en Java qui propose une distribution d'un environnement OSGi pour la création de serveurs.  Karaf peut être utilisé sur tout système d'exploitation fournissant une machine virtuelle Java.
Karaf est utilisé par plusieurs projets dont:
- Apache Geronimo
- Apache ServiceMix

## Composants
- Karaf Container
- Karaf Cellar
- Karaf Cave
- Karaf Decanter